# Bahreini dinár
A bahreini dinár Bahrein hivatalos fizetőeszköze.

## Érmék
| Érték   | Átmérő | Súly   | Anyag                          | Előlap  | Hátlap | Első kibocsátás |
| ------- | ------ | ------ | ------------------------------ | ------- | ------ | --------------- |
| 5 fil   | 19 mm  | 2,50 g | bronz                          | Pálma   | Érték  | 1992            |
| 10 fil  | 21 mm  | 3,35 g | bronz                          | Pálma   | Érték  | 1992            |
| 25 fil  | 20 mm  | 2,35 g | kuprónikkel                    | pecsét  | Érték  | 1992            |
| 50 fil  | 22 mm  | 3,5 g  | kuprónikkel                    | csónak  | Érték  | 1992            |
| 100 fil | 24 mm  | 6 g    | gyűrű: bronz, mag: kuprónikkel | Címer   | Érték  | 1992            |
| 500 fil | 27 mm  | 9 g    | gyűrű: kuprónikkel, mag: bronz | állvány | Érték  | 2000            |

## Bankjegyek

### 2008-as sorozat
2008-ban bocsátották ki az új bankjegycsaládot.
| Kép      | Kép      | Névérték | Méret       | Szín                | Leírás                        | Leírás                               | Dátumok   | Dátumok           | Dátumok     |
| Előoldal | Hátoldal | Névérték | Méret       | Szín                | Előoldal                      | Hátoldal                             | Nyomtatás | Kibocsátás        | Visszavonás |
| -------- | -------- | -------- | ----------- | ------------------- | ----------------------------- | ------------------------------------ | --------- | ----------------- | ----------- |
|          |          | ½ dinár  | 154 x 74 mm | narancssárga, barna | Régi Bahrein-i Bíróság        | Bahrain International Circuit        | 2006      | 2008. március 17. | forgalomban |
|          |          | 1 dinár  | 154 x 74 mm | vörös               | Al Hedaya Al Khalifiya iskola | Vitorla-emlékmű Manamában            | 2006      | 2008. március 17. | forgalomban |
|          |          | 5 dinár  | 154 x 74 mm | kék                 | Isa sejk háza                 | Bahrein első olajkútja, kohóépület   | 2006      | 2008. március 17. | forgalomban |
|          |          | 10 dinár | 154 x 74 mm | vörös, zöld         | Hamad Bin Isa Al kalifa       | Shaikh Isa Bin Salman Al Khalifa-híd | 2006      | 2008. március 17. | forgalomban |
|          |          | 20 dinár | 154 x 74 mm | barna, világoskék   | Hamad Bin Isa Al kalifa       | Al Fateh Iszlám Központ              | 2006      | 2008. március 17. | forgalomban |